# Ticonderoga-Klasse (1983)
Die Ticonderoga-Klasse ist eine Klasse von 27 Lenkwaffenkreuzern der United States Navy. Das Aegis-Kampfsystem wurde auf der Klasse erstmals eingesetzt. Die Schiffe können Über- sowie Unterwasserziele, außerdem Luft- und Landziele angreifen und werden als Geleitschutz in jeder amerikanischen Flugzeugträgerkampfgruppe eingesetzt.

## Geschichte

### Planung und Bau

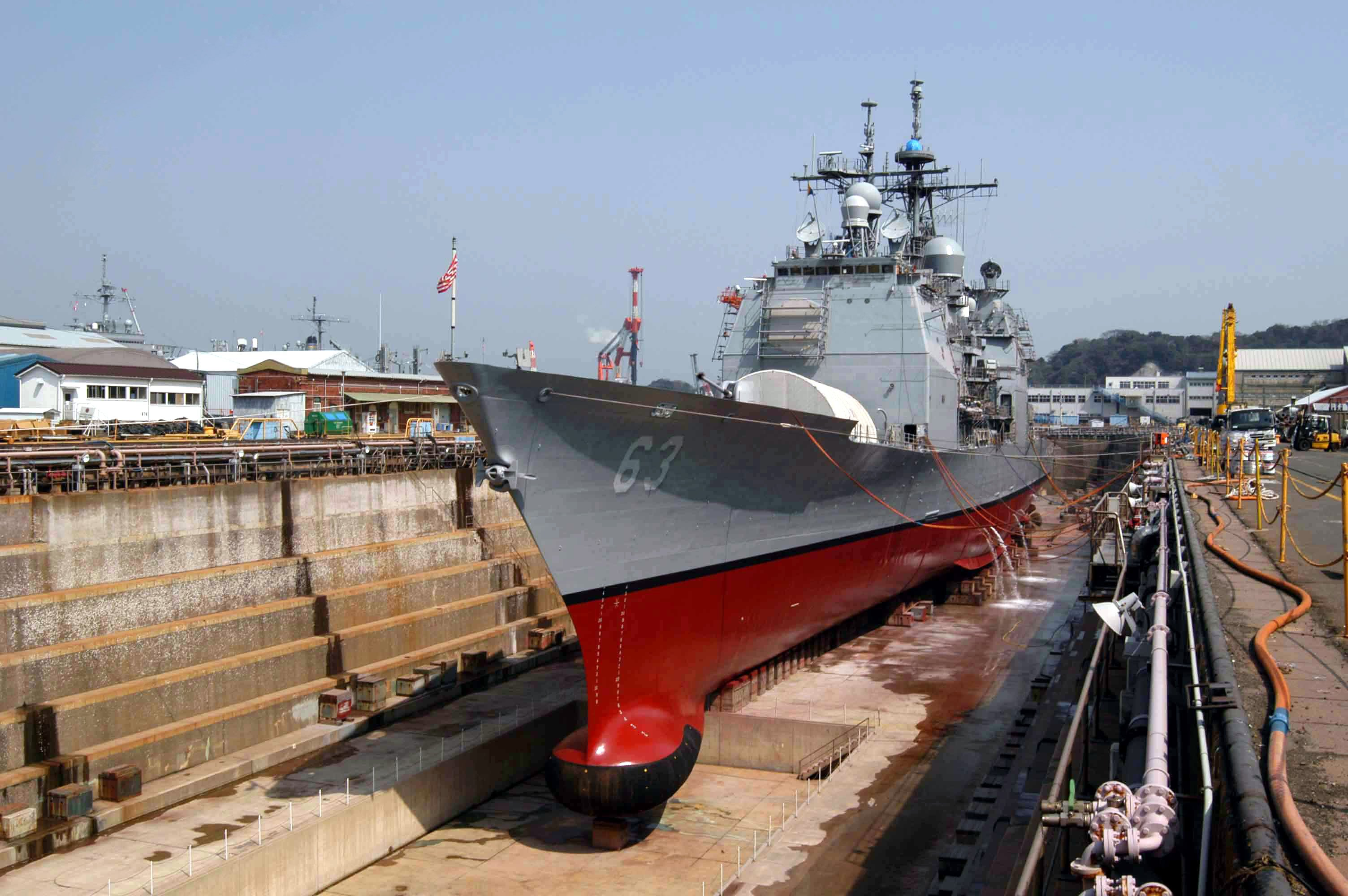
Die Cowpens im Trockendock

Die Planung für eine neue Klasse von Kriegsschiffen begann in den 1970er Jahren, sie war als Lenkwaffenzerstörer gedacht. Jedoch wurde am 1. Januar 1980 die Kennung in CG (Lenkwaffenkreuzer) geändert. Dies geschah vor allem, da die Schiffe durch den Einbau von Aegis starke Luftverteidigungsfähigkeiten besaßen, womit sie den Aufgaben eines Zerstörers entwachsen waren. Außerdem wäre es dem Kongress schwer vermittelbar gewesen, für ein reines Geleitschiff Kosten von rund einer Milliarde Dollar pro Einheit bereitzustellen.
Der Name der Schiffsklasse sowie die Schiffsnamen beziehen sich auf historische Schlachten, lediglich ein Schiff wurde nach Thomas S. Gates, einem ehemaligen US-Verteidigungsminister, benannt.
Der Bau des ersten Kreuzers begann Anfang 1980, das letzte Schiff wurde 1991 auf Kiel gelegt. Die Bauwerften für die Ticos waren Ingalls Shipbuilding in Pascagoula, Mississippi für 19 Einheiten und Bath Iron Works in Bath, Maine für die restlichen acht. Der Bau erfolgte in Modulbauweise. Dabei werden einzelne Sektionen hergestellt, die später aneinandergefügt werden. Dies hat den Vorteil, dass die Arbeiter mehr Platz zum Einbauen der Verkabelung und ähnlicher Dinge haben und die Aufbauten später auf die fertige Hülle gesetzt werden können. Bei Planung und Bau kamen außerdem computer-aided design und Computer-aided manufacturing zum Einsatz. Sobald der Kiel fertiggestellt war, wurden die Schiffe mehrere Dutzend Meter über ein Rollsystem an Land zu einem Trockendock gebracht, das schließlich geflutet wurde, so dass kein klassischer Stapellauf mehr erfolgte. Vom Beginn des Baues bis zum Zu-Wasser-Lassen der Schiffe vergingen jeweils rund 18 Monate. Danach verbrachten die Schiffe noch einmal dieselbe Zeit an der Ausrüstungspier und bei ersten Funktionstests. Die Kosten einer Einheit lagen bei rund einer Milliarde Dollar. Davon gingen laut Bauvertrag bei der ersten Einheit 287,8 Millionen Dollar an die Bauwerft, die restlichen rund 700 Millionen Dollar entfielen auf Entwicklung und Ausrüstung.

### Modifikationen
Bereits während des Baus wurden Modifikationen am Entwurf vorgenommen, insgesamt gab es fünf Basismodelle (Baselines). Baseline 0 entsprach dem ursprünglichen Entwurf und umfasste die ersten beiden Einheiten. Baseline 1 mit drei Einheiten hatte leichte Verbesserungen der Elektronik und der Datenverbindung zu den Bordhelikoptern, so dass modernere Maschinen eingeschifft werden konnten. Zudem hatten sie leichtere, dreibeinige Masten. Baseline 2 (sieben Einheiten) ersetzte das gesamte Raketensystem, außerdem wurden die Sonareinrichtungen verbessert. Die sechs Einheiten von Baseline 3 hatten verbessertes Radar, mit dem unter anderem die Verteidigungsfähigkeit gegen anfliegende Seezielflugkörper verbessert wurde. Die restlichen neun Einheiten (Baseline 4) hatten ein verbessertes Sonarsystem an Bord. Mit der Verbesserung der Schiffe auf einen gemeinsamen Stand sollen ab 2006 unter anderem die Raketenabschussanlagen für zukünftige Waffengenerationen bereit gemacht, Radaranlagen auf den neuesten Stand der Technik gebracht und Wasseraufbereitung an Bord auf ein Umkehrosmose-System umgestellt werden.
Daneben wurde die Yorktown als Prototyp und Testschiff für das Smart Ship Project ausgewählt. Ziel dieses Programms ist die Reduktion der Besatzungsstärke auf Schiffen. Unter anderem konnte die Brückenbesatzung auf drei Mann reduziert werden. Die Gesamtstärke der Besatzung konnte um etwa 50 Mann gesenkt werden. Dies wird unter anderem durch eine stärkere Vernetzung sowie Automation der Schiffssysteme erreicht.
Nachdem für die fünf auf den Baselines 0 und 1 aufgebauten Schiffe die Außerdienststellung vollzogen war, wurden ab 2008 die 22 im Dienst verbleibenden Kreuzer modernisiert. Die Modernisierung umfasste die Einrüstung von neuen 127-mm-Geschützen mit 62 statt 54 Kaliberlängen, die Fähigkeit RIM-162 Evolved Sea Sparrow Missile aus dem VLS abfeuern zu können, ein verbessertes Sonar, verbesserte Feuerleitsysteme sowie umfassende Modernisierungen im Bereich der Elektronik und Computer. Als erste Einheit erhielt ab März 2008 die Bunker Hill in San Diego auf einer Werft von BAE Systems die Modifikationen. Die Werftliegezeit betrug rund ein Jahr.

#### Unterscheidungsmerkmale
Die Schiffe der Baselines 2 bis 4 sind optisch identisch.

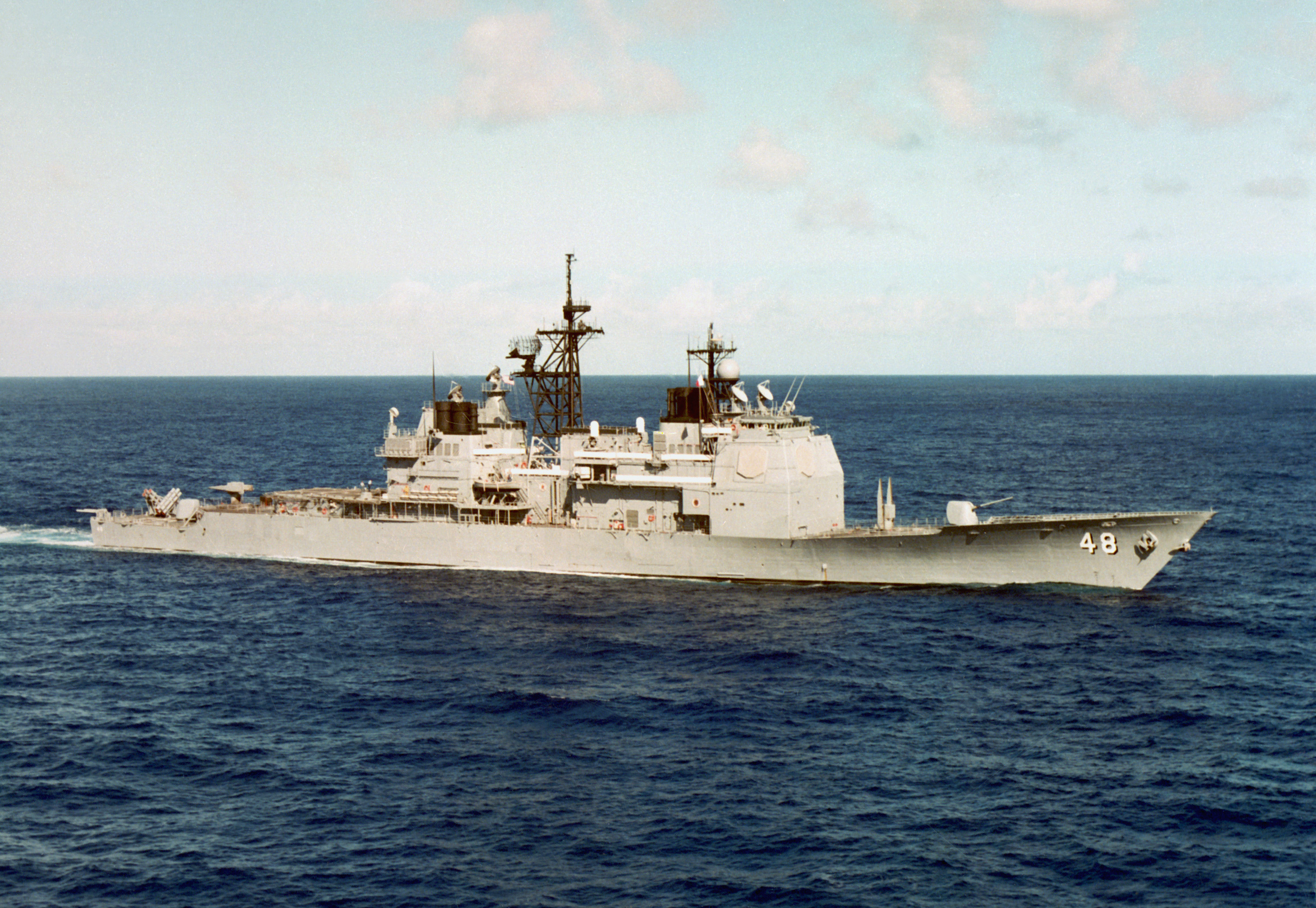
Baseline 0: Mk.26 Starter und vierbeinige Masten Beispiel: USS Yorktown
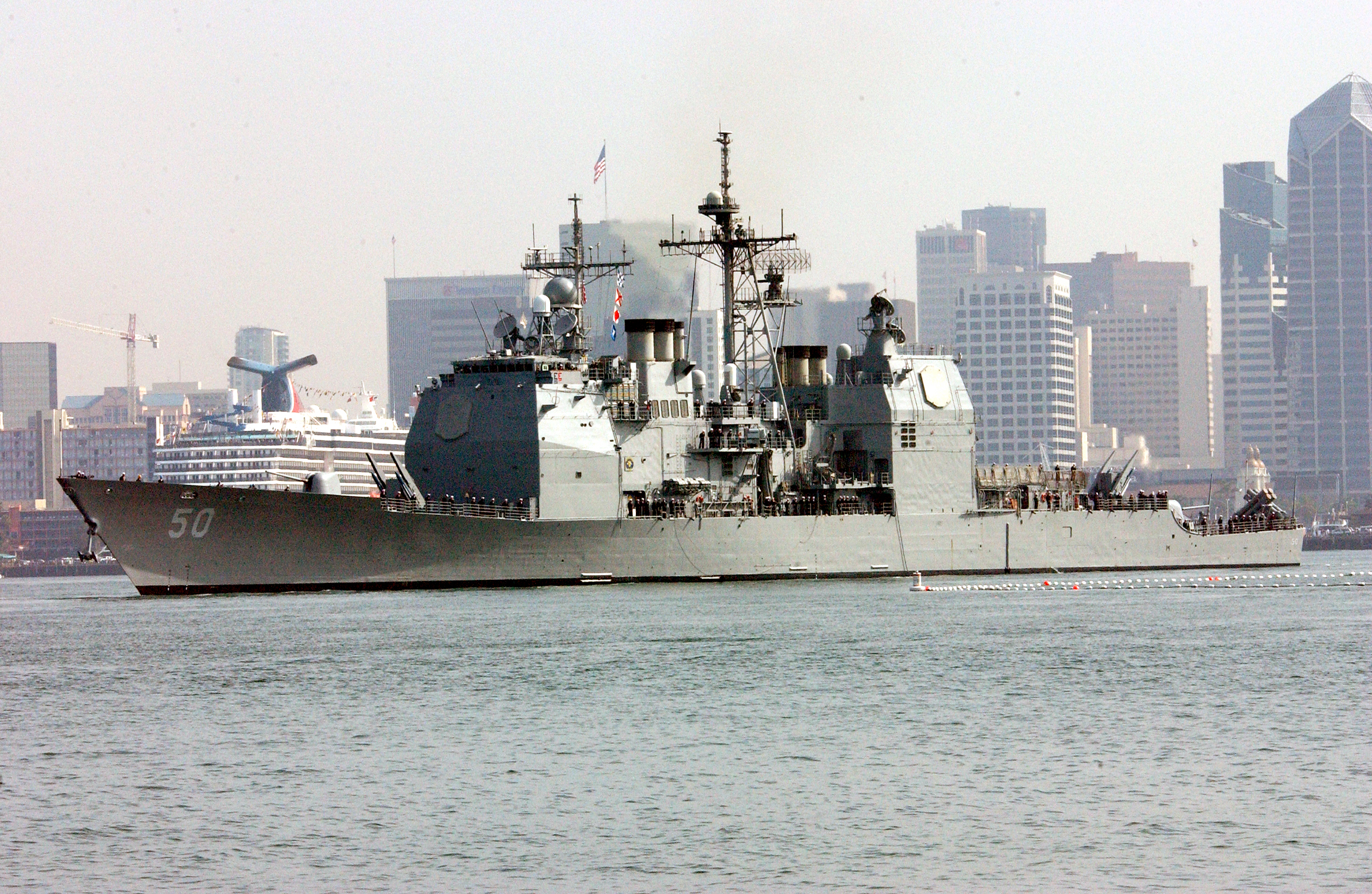
Baseline 1: Mk.26 Starter und dreibeinige Masten Beispiel: USS Valley Forge
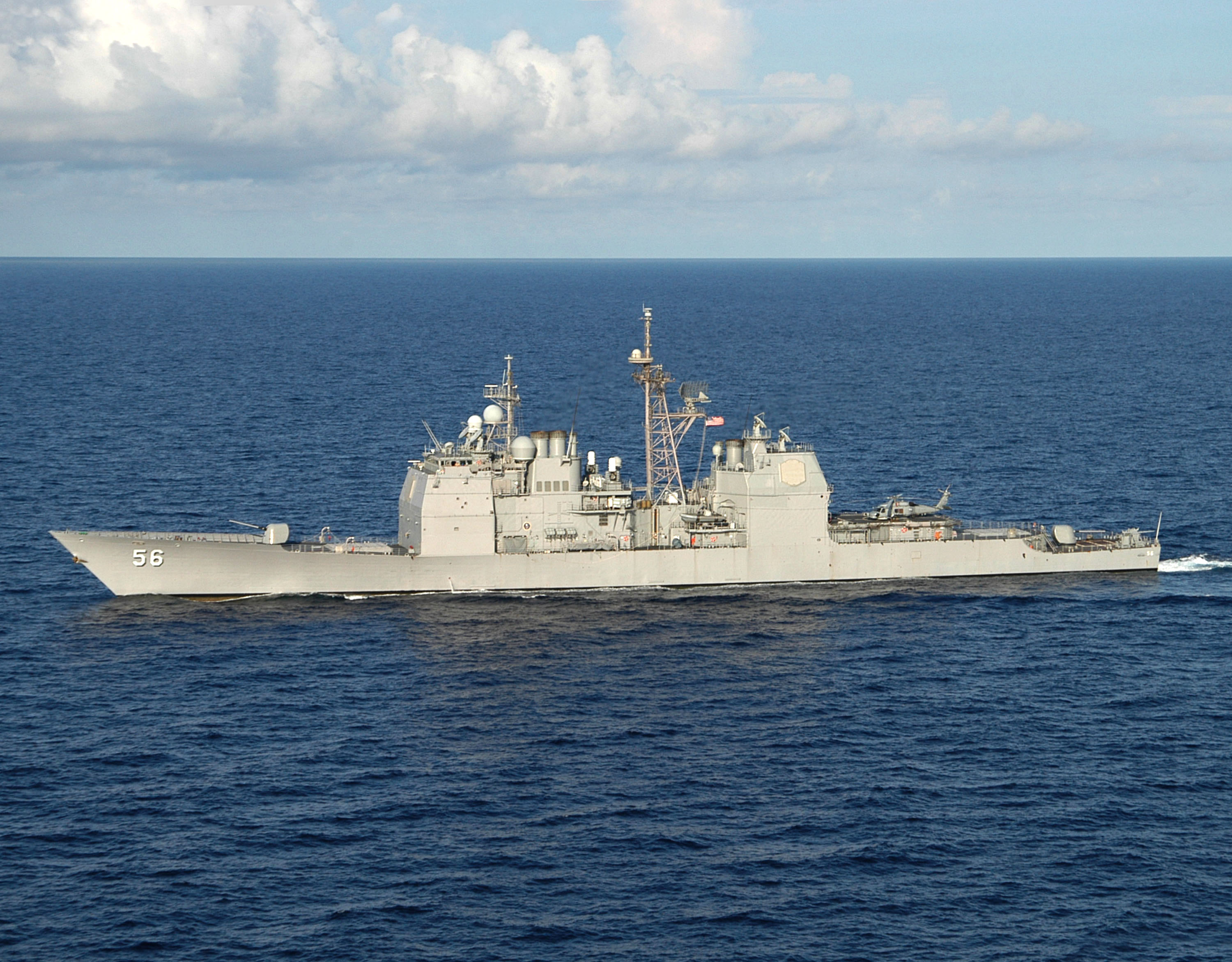
Baselines 2–4: Mk.41 VLS-Starter und dreibeinige Masten Beispiel: USS San Jacinto

### Gegenwart

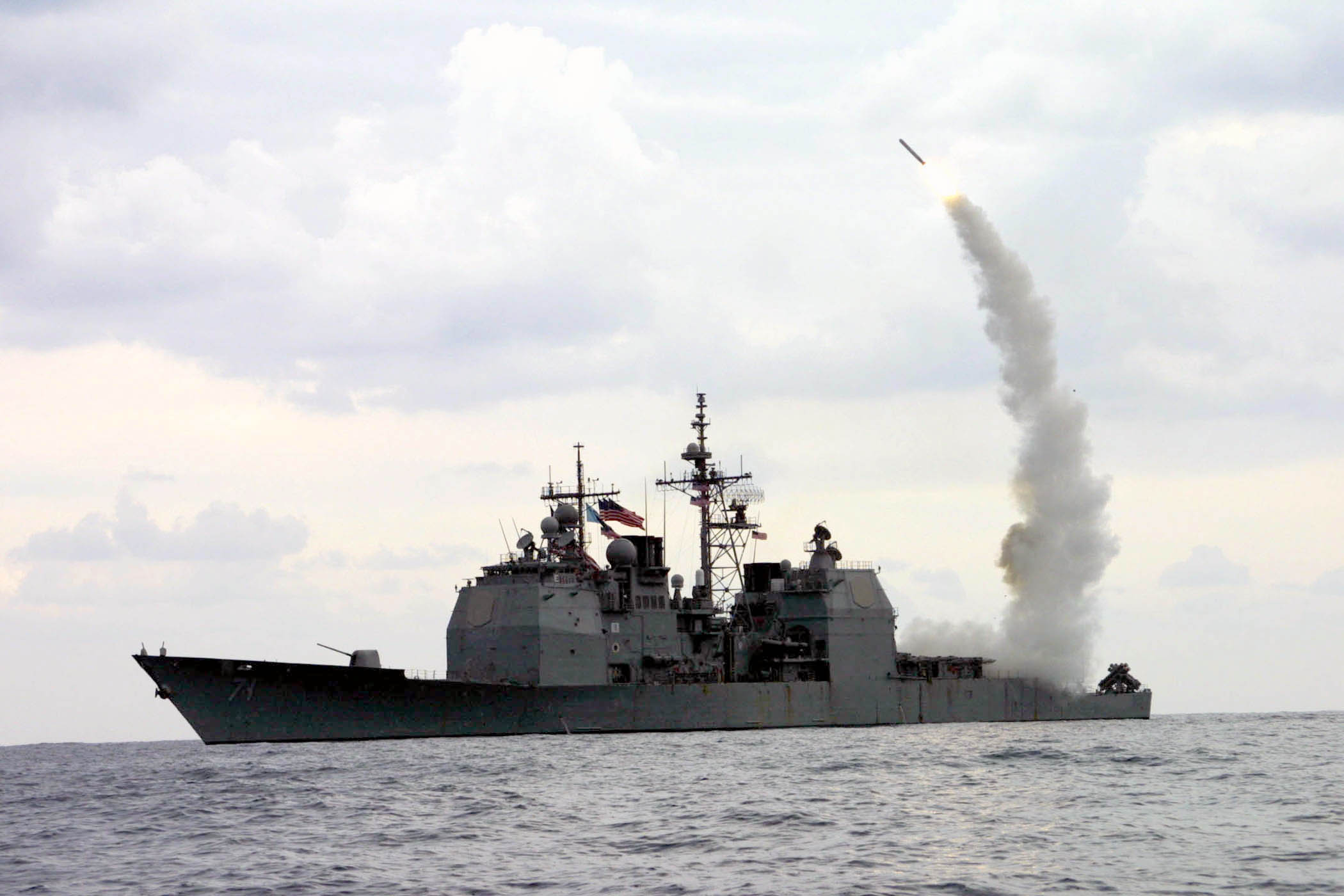
Die USS Cape St. George feuert eine Tomahawk-Cruise-Missile während des Irakkrieges (2003) ab

Die Kreuzer der Ticonderoga-Klasse kamen ab 1983 in Dienst und ergänzten die sehr diversifizierte Kreuzerflotte der US Navy. Diese bestand aus den nuklear angetriebenen Einzelschiffen Long Beach, Bainbridge, Truxtun und den konventionellen Klassen Belknap und Leahy, die allesamt in den 1960er-Jahren fertiggestellt wurden, und den Atomkreuzer-Klassen Virginia und California aus den 1970er-Jahren. Unter anderem der große Erfolg der Ticonderogas drängte diese insgesamt 27 Schiffe nach einer Dienstzeit von teilweise weniger als zwanzig Jahren aus dem aktiven Dienst. Seit 1998 ist sie die einzige noch aktive Kreuzer-Klasse. Die „Ticos“ stellen mit den Zerstörern der Arleigh-Burke- und Zumwalt-Klasse, den Littoral Combat Ships der Freedom- und Independence-Klasse, den Flugzeugträgern sowie Landungs- und Dockschiffen heute die gesamte Überwasserflotte der US Navy.
Ursprünglich war vorgesehen, alle Einheiten auf eine gemeinsame Baseline zu bringen und die ersten Einheiten Anfang der 2020er-Jahre außer Dienst zu stellen. Stattdessen wurden jedoch die ersten fünf Einheiten wegen des veralteten Raketenstartsystems und aus Kostengründen zwischen August 2004 und Dezember 2005 außer Dienst gestellt, von jeweils September 2022 bis 2024 weitere dreizehn, so dass sich noch 9 Einheiten im aktiven Dienst befinden.
Die Kosten für den Betrieb eines Schiffes lagen 1996 bei 28 Mio. Dollar pro Jahr. Die nicht außer Dienst gestellten Schiffe der Ticonderoga-Klasse sollen mit weiteren Modernisierungen eine Lebensdauer von jeweils 40 Jahren erreichen, also zwischen 2026 und 2034 außer Dienst gestellt werden. Da die zwischenzeitlich als Ersatz vorgesehenen Kreuzer des Projekts CG(X) aus Kostengründen gestrichen wurden, sollen sie nunmehr gemeinsam mit den ältesten Lenkwaffenzerstörern der Arleigh-Burke-Klasse durch den Next-Generation Guided-Missile Destroyer DDG(X) ersetzt werden.
Ende 2024 wurde bekannt, dass die US-Marine 1,8 Milliarden US-Dollar für die Überholung von sieben Kreuzern verschwendet hat. Von 2015 bis 2024 gab die Marine etwa 3,7 Milliarden Dollar für die Modernisierung von sieben Kreuzern aus. Bei vier Kreuzern wurde die Modernisierung aufgrund schlechter Planung und Umbauaufsicht abgebrochen und sie vor ihrer Wiederindienststellung endgültig außer Dienst gestellt. Die außer Dienst gestellten Kreuzer sollen zur Beschaffung und Ausschlachtung von Teilen für die verbleibenden Kreuzer genutzt werden. Die US-Marine hat die Qualitätskontrolle bei der Modernisierung und gleichzeitig die Wartung vernachlässigt, so dass wichtige Systeme der Schiffe nicht mehr zu retten waren. Nur die Kreuzer USS Gettysburg, USS Chosin und USS Cape St. George sollen von den sieben Kreuzern, bei denen der Umbau begonnen wurde, bis zum Haushaltsjahr 2030 im Einsatz bleiben.

## Technik

### Rumpf

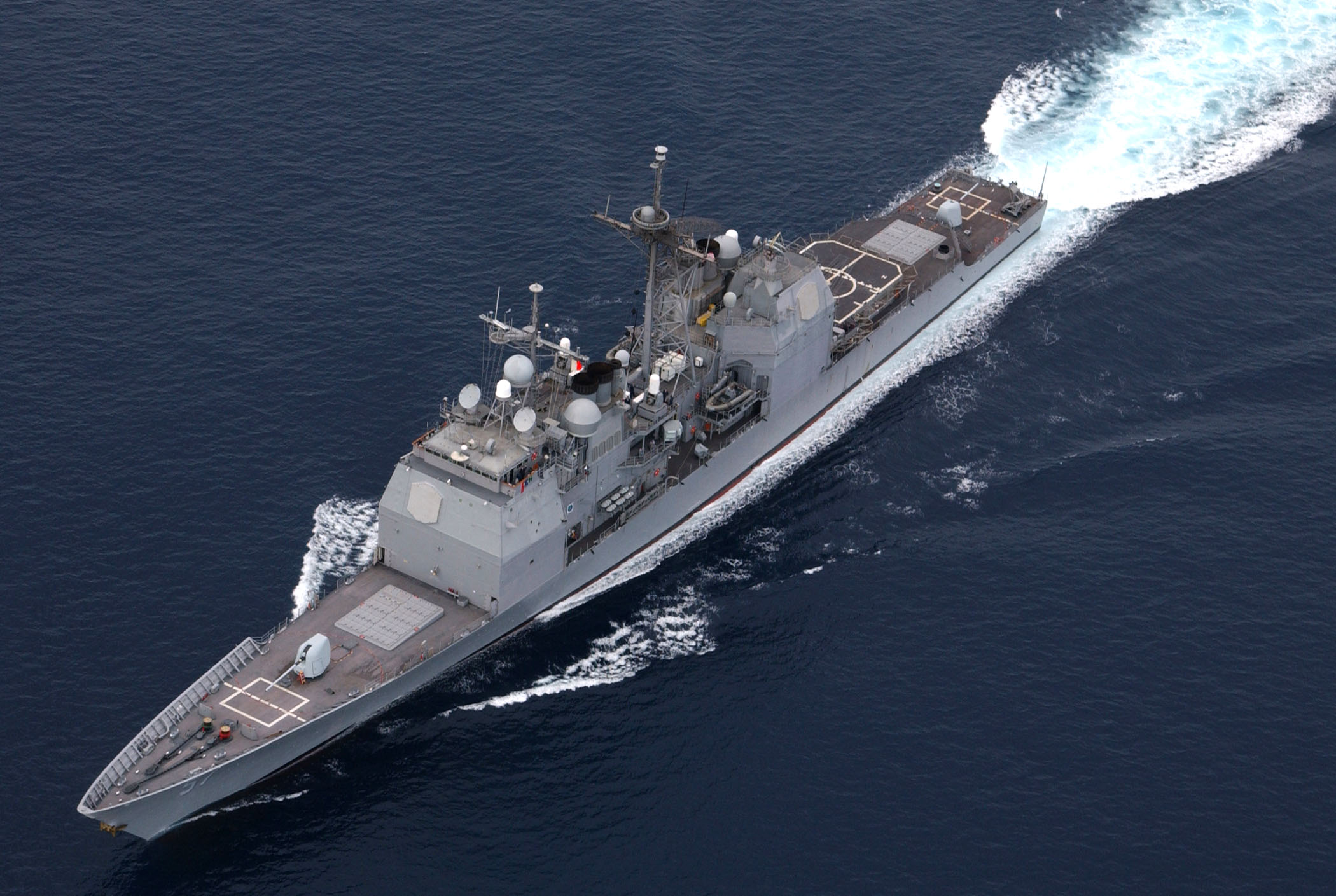
Luftaufnahme der USS Lake Champlain

Der Rumpf ist 172,8 Meter lang, bei einer Breite von 16,8 Metern. Dies sind fast exakt die Ausmaße des Rumpfes der Zerstörer der Spruance-Klasse, auf dessen Design die Ticonderoga-Klasse auch basiert. Der Tiefgang liegt, gemessen am Bug, wo wegen des Sonardoms die tiefste Stelle des Schiffes liegt, bei 10,2 Metern. Die Verdrängung liegt leer bei knapp 7.000 ts (Standardverdrängung), voll beladen bei etwa 10.000 tn. l. Dieses Plus an Gewicht gegenüber den Schiffen der Spruance-Klasse von etwa 2.000 Tonnen ist vor allem durch die schweren Elemente des Radarsystems begründet.
Diese Radargeräte bedingen auch das etwas ungewöhnliche Aussehen der Aufbauten, da sie keine sich drehenden Antennen besitzen, sondern Flächenantennen, die relativ viel Platz innerhalb der Aufbauten benötigen. Die Brücke befindet sich auf dem vorderen Aufbau. Ebenfalls zum ungewöhnlichen Aussehen trägt bei, dass die Abgasrohre relativ weit aus den Schornsteinverkleidungen herausragen.

### Antrieb
Ein Schiff der Ticonderoga-Klasse ist in der Lage, Geschwindigkeiten über 30 Knoten zu halten. Die beiden Wellen werden dabei von je zwei Gasturbinen des Typs LM 2500 von General Electric angetrieben, die rund 80.000 PS bereitstellen. Laut der US Navy sind die Schiffe im Notfall oder bei Übungen in der Lage, innerhalb von zwei Schiffslängen aus voller Kraft voraus aufzustoppen. Ermöglicht wird dies durch den Einsatz von Verstellpropellern; das heißt die Propellersteigung wird von „Voraus“ auf „Zurück“ gestellt, ohne Motor oder Getriebe umsteuern zu müssen.
Die Energie für die Bordelektrik wird von drei durch Gasturbinen angetriebene Generatoren bereitgestellt. Jeder dieser Generatoren leistet bis zu 2,5 Megawatt.

### Bewaffnung

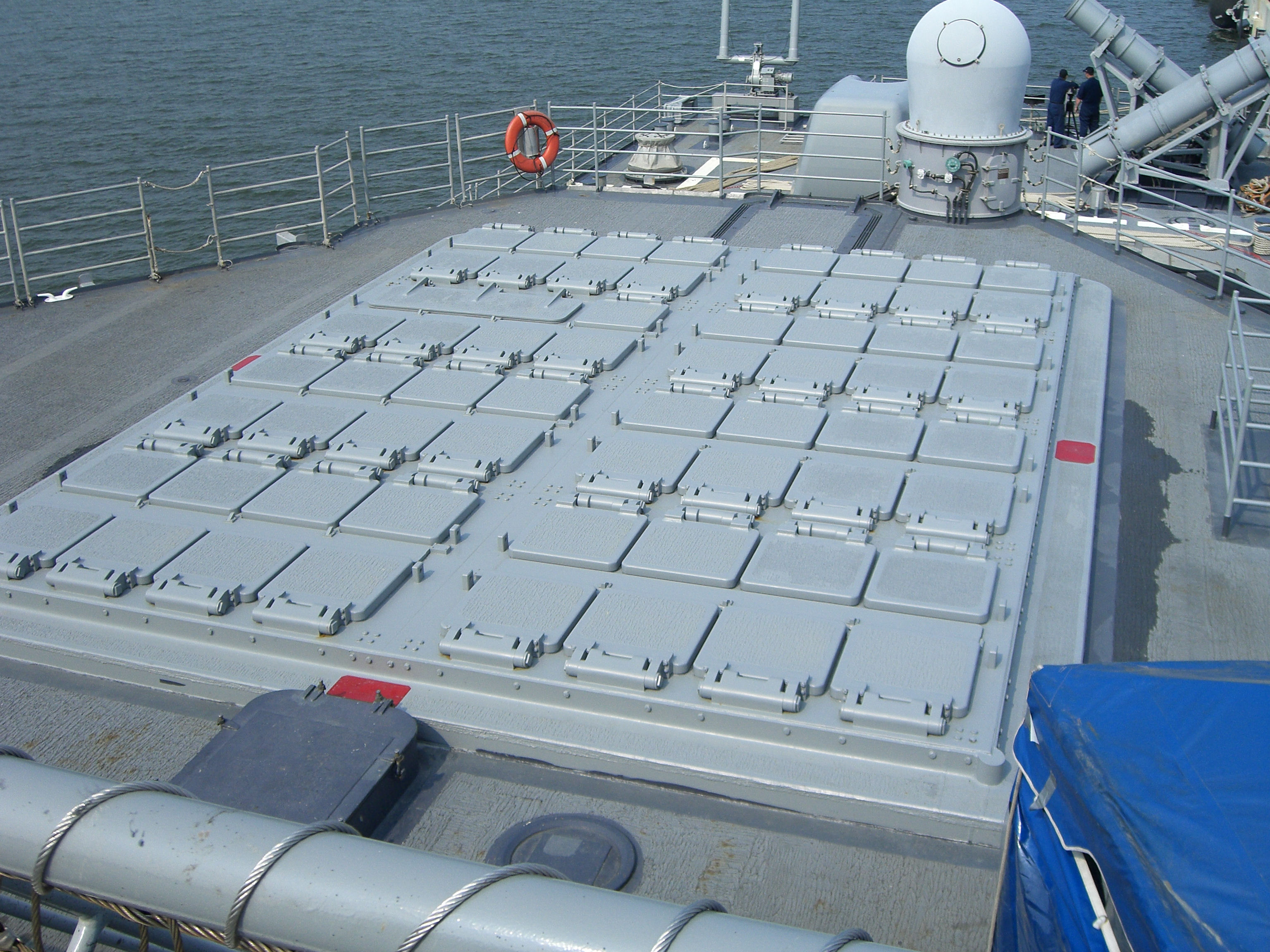
Achteres Vertical Launching System Mk. 41 auf der USS Normandy

Die Bewaffnung unterscheidet sich innerhalb der Klasse deutlich. Weil die Schiffe der ersten beiden Baselines Raketenstarter besaßen, für welche die Navy keine Raketen mehr vorhalten wollte, mussten diese außer Dienst gestellt werden.
Auf den 22 Einheiten der späteren Baselines, die heute noch in Dienst stehen, befinden sich dort, wo sich auf den ersten Einheiten die Raketen-Doppelarmstarter befanden, je ein Mk 41 Vertical Launching System. Diese weisen zusammen 122 Zellen auf, aus denen neben Standard Missile 2, RIM-162 Evolved Sea Sparrow Missile (ESSM) und VL-ASROC auch BGM-109 Tomahawk gegen Landziele abgefeuert werden können. Zusätzliche Magazine zum Nachladen der Waffen auf See entfallen hier. Mehrere Kreuzer werden derzeit für die Raketenabwehr im Rahmen der National Missile Defense umgerüstet; der Kreuzer Lake Erie ist das Haupttestschiff für den seegestützten Programmteil.

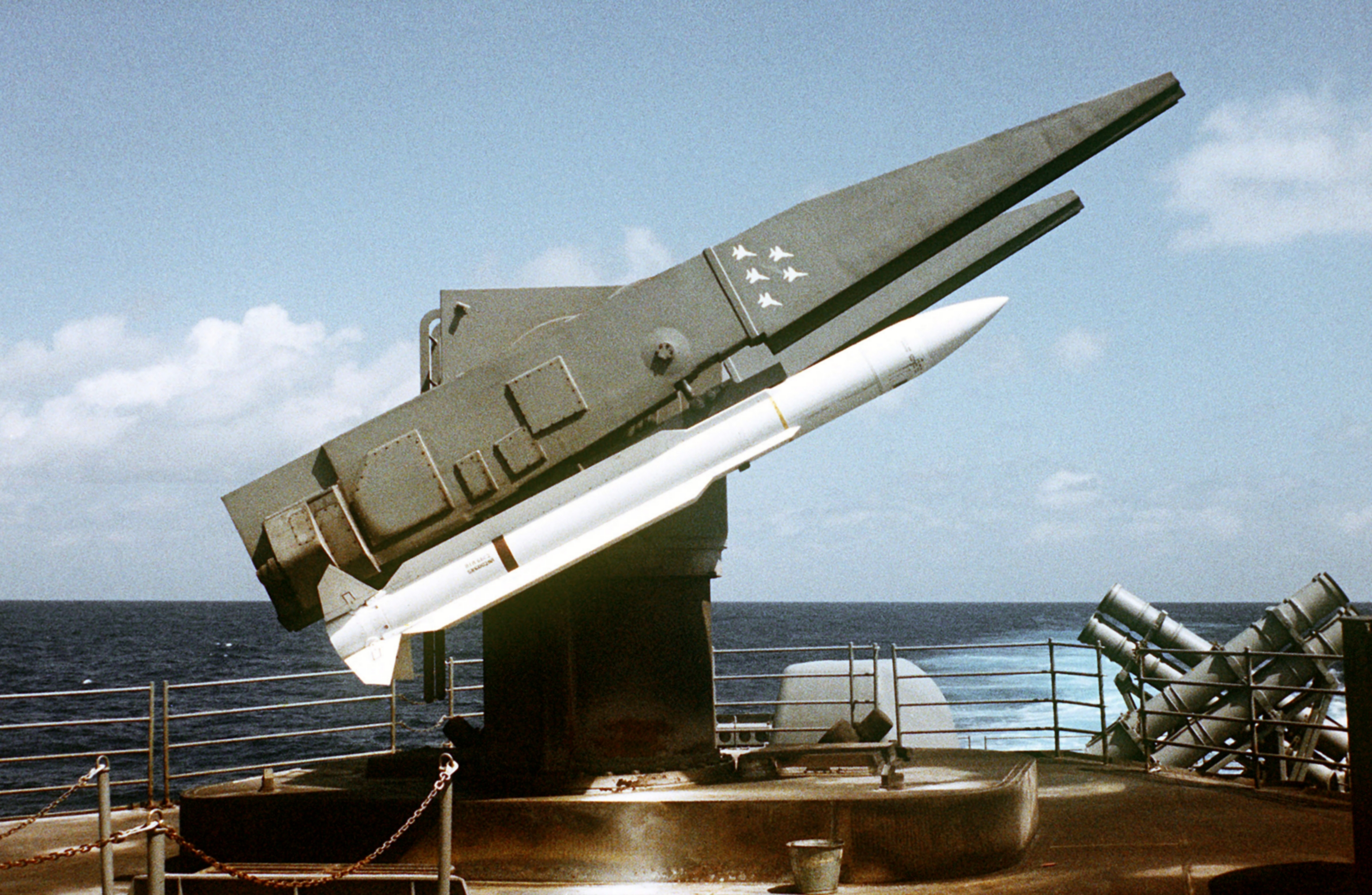
Achterer Mk-26-Starter der USS Ticonderoga mit SM. Rechts hinten die beiden Harpoon-Starter

Alle Einheiten, auch die ältesten, besitzen zum Angriff gegen Seeziele auf der achteren Plattform zwei Starter für je vier Seezielflugkörper AGM-84 Harpoon. Außerdem haben die Schiffe beidseitig auf Höhe der Landeplattform drei Torpedorohre Mk 32, in denen je ein Torpedo vom Typ Mk 46 mitgeführt wird. Über ein dahinter liegendes Magazin sind diese nachladbar.
Zum Landzielbeschuss besitzt jede Einheit zwei 5-Zoll-Schiffsgeschütze der Kaliberlänge 54 vom Typ Mark 45. Diese Geschütze befinden sich vor (Bug) beziehungsweise hinter (Heck) den VLS. Sie werden bei einer Entfernung von unter 13 nautischen Meilen gegen Oberflächenziele eingesetzt und erreichen dabei eine Kadenz von bis zu 20 Schuss pro Minute. Gegen anfliegende Flugkörper besitzen die Schiffe je zwei Phalanx CIWS, Gatling-Kanonen mit einer Kadenz von bis zu 4.500 Schuss pro Minute. Zur Nahbereichsabwehr werden außerdem an Bord zwei 25-mm-Maschinenkanonen, diverse Browning-12,7-mm-Maschinengewehre, Granatmaschinenwaffen und 7,62-mm-M60-Maschinengewehre auf dem Oberdeck montiert.
Die ersten fünf Einheiten der Klasse, die seit 2006 alle außer Dienst gestellt sind, hatten als Raketenstartsystem zwei Mk-26-Mod-1-Doppelarmstarter, von denen je einer auf dem Vor- und dem Achterdeck installiert war. Direkt unter den Decks befanden sich die Magazine, in denen Standard Missile zur Flugabwehr sowie ASROC zum Einsatz gegen U-Boote gelagert wurden. Für gewöhnlich befanden sich im achteren 44 SM, im vorderen 24 SM und 20 ASROC.

### Luftfahrzeuge

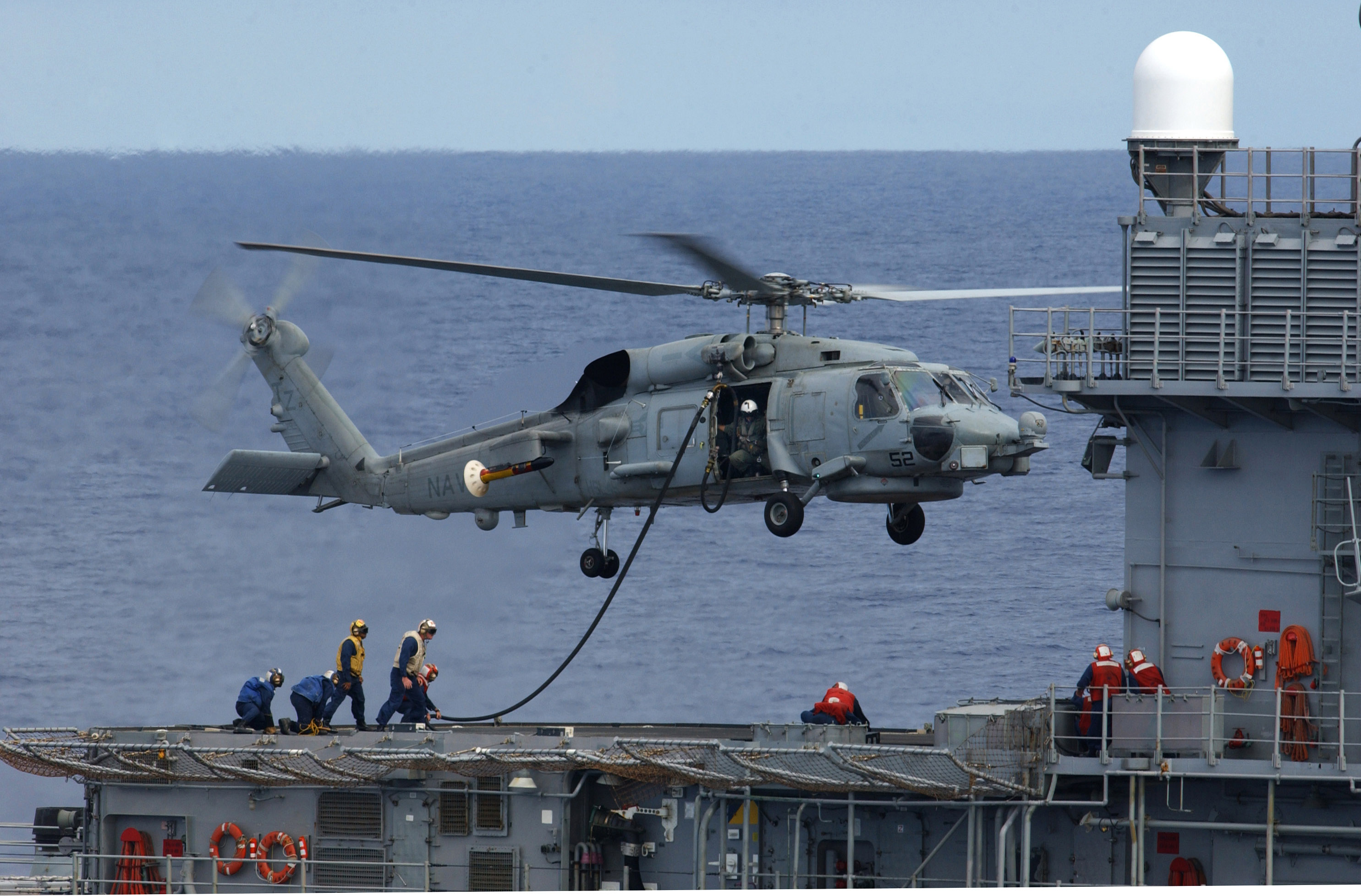
SH-60 im Schwebeflug über der USS Lake Champlain

Die ersten beiden Einheiten waren nur in der Lage, Helikopter von Typ Kaman SH-2 Seasprite mitzuführen. Alle weiteren Einheiten sowie die beiden ersten nach einer erfolgten Nachrüstung sind dafür ausgerüstet, den vielseitigeren Sikorsky SH-60B Seahawk an Bord zu nehmen. Das Landedeck befindet sich achtern der Aufbauten, wobei der achtere Decksaufbau als Hangar für zwei Helikopter dient. Zusätzlich verfügt jedes Schiff, neben einer auf dem Landedeck, auch über dem Vordeck über einen Bereich für VERTREP (kurz für vertical replenishment), also für die Versorgung durch schwebende Helikopter.
Es ist möglich, auf dem Deck Hubschrauber bis zur Größe eines Sikorsky MH-53 Sea Stallion oder Boeing-Vertol CH-47 Chinook zu landen. Außerdem können Helikopter bei belegtem Flugdeck in der Luft über einen Schlauch betankt werden. Die Hubschrauber können mittels einer Verfahr- und Fixierungsanlage auch bei schwerem Seegang landen und in den Hangar verbracht werden.

### Elektronik

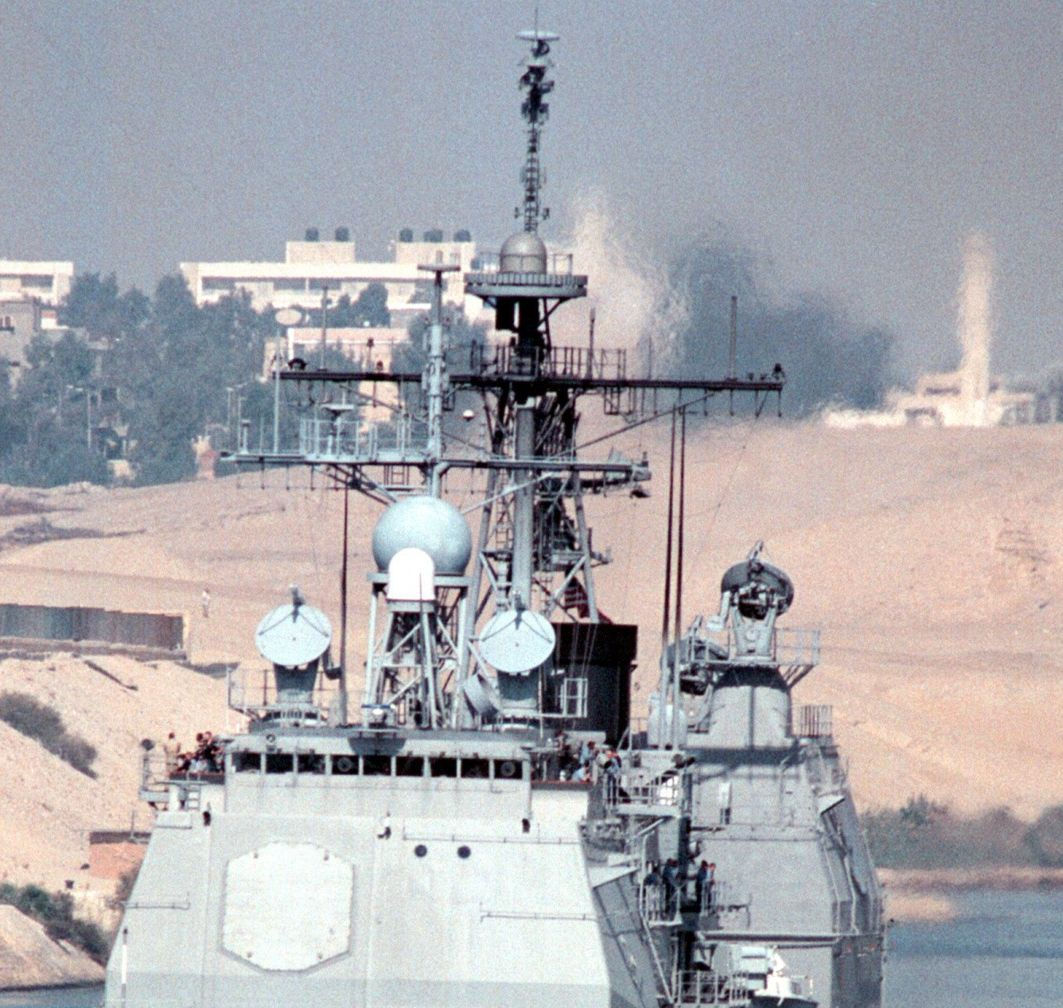
Man beachte die Vielzahl von Radarantennen am vorderen Mast der USS Normandy

Die Schiffe der Ticonderoga-Klasse basieren auf dem Aegis-Kampfsystem, dessen Kernsystem, die Phased-Array-Antennen des SPY-1-Radars, können mehrere dutzend Ziele gleichzeitig erfassen, verfolgen und bekämpfen. Die Reichweite liegt bei etwa 200 Seemeilen. Das System wird von Lockheed Martin produziert und gilt als weltweit bestes Kampfsystem. Als konventionelles Luftüberwachungsradar ist das SPS-49 an Bord der „Ticos“ installiert, das eine Reichweite von 250 Seemeilen aufweist und auf dem achteren Mast installiert ist.

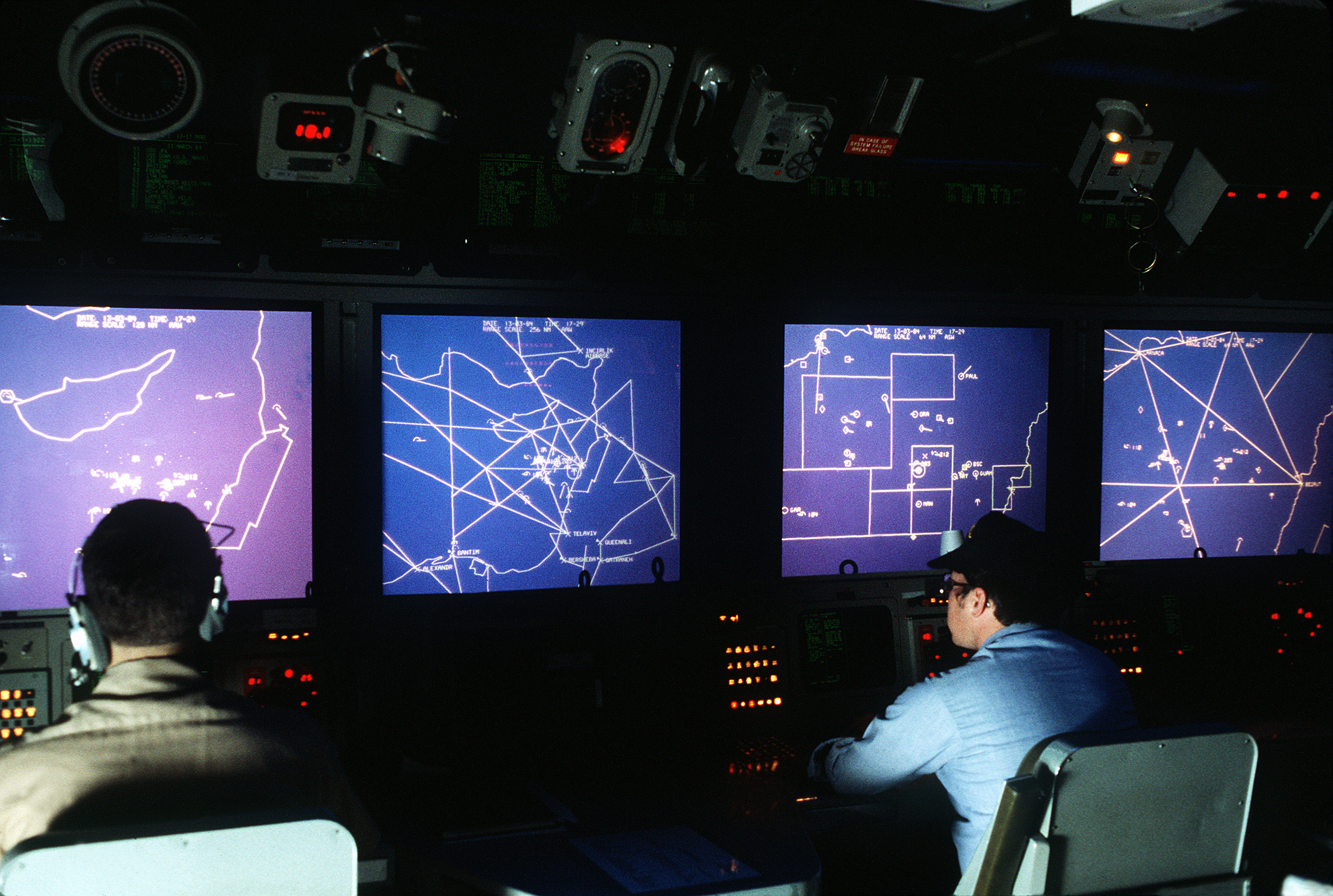
Combat Information Center der USS Ticonderoga

Das Oberflächensuchradar, Typ SPS-55 auf dem vorderen Mast hat eine Reichweite von 50+ Seemeilen, während sich das Navigationsradar SPS-64 auf der Brücke befindet. Die Geschütze werden vom SQR-9 von Norden Systems kontrolliert, dieses befindet sich ebenfalls auf dem vorderen Mast, während die Luftabwehrraketen vom SPG-62 gesteuert werden, wovon sich jeweils zwei Geräte auf beiden Deckshäusern befinden.
Das Sonarsystem an Bord ist das SQS-53 Sonar, das sich im Bug des Schiffes befindet und sowohl im aktiven wie auch im passiven Modus arbeiten kann. Hinter dem Schiff kann ein SQR-19-Schleppsonar geschleppt werden. Das Sonarsystem des Schiffes ist außerdem in der Lage, Signale von Sonarbojen zu empfangen und zu verarbeiten. Alle gewonnenen Sonardaten werden abschließend im SQQ-89 U-Jagd-System zusammengeführt.
Die Systeme zur elektronischen Kampfführung bestehen aus dem AN/SLQ-32. Die Antennen, die sich zwischen den Deckhäusern befinden, können für Fernmelde- und elektronische Aufklärung sowie als Störsender eingesetzt werden. Ebenfalls zum SLQ-32-Paket gehört das Mark 36 SRBOC, das Düppel und Flares in die Luft schießt, die anfliegende Raketen sowohl mit Radar- wie auch mit Infrarotsuchkopf vom Schiff ablenken sollen.

## Einsatzprofil

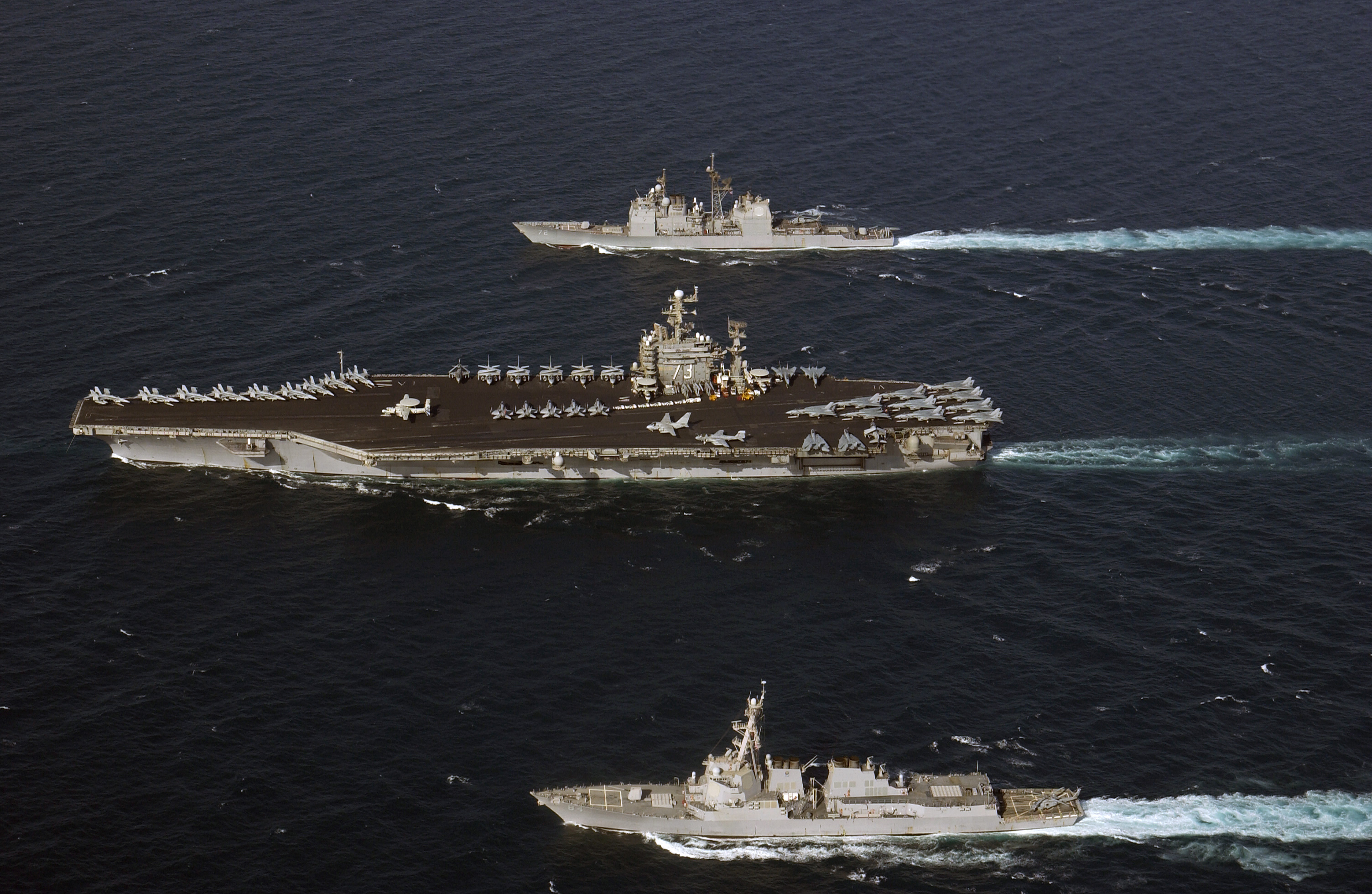
Die Vella Gulf (oben) eskortiert mit dem Zerstörer Bulkeley den Flugzeugträger George Washington

Hauptaufgabenfeld der Ticonderoga-Klasse ist der Geleitschutz in Carrier Strike Groups. Zu einer solchen Kampfgruppe um einen Flugzeugträger der Nimitz- oder Gerald-R-Ford-Klasse gehört immer auch ein Kreuzer. Auf Grund des Aegis-Kampfsystems ist die Hauptaufgabe des Schiffs die Luftverteidigung sowohl gegen feindliche Flugzeuge wie auch gegen anfliegende Seezielflugkörper.
Zusätzlich können die Kreuzer auch andere Überwasserziele und Landziele sowie U-Boote angreifen, sie haben also die Fähigkeit, autark von Kampfgruppen zu agieren. Innerhalb von Flottenverbänden können die Einheiten als Flaggschiff dienen, es existiert eine Kommandozentrale, in der der Flottenadmiral Daten von anderen Schiffen zusammengefasst präsentiert bekommen kann.
Da sie zur Standardbesetzung der Trägerkampfgruppen gehören, wurden die Kreuzer der Ticonderoga-Klasse in allen Kriegen der USA seit Indienststellung eingesetzt. Dazu gehören der Zweite und Dritte Golfkrieg, der Afghanistan-Feldzug und der Kosovokrieg. Neben reinen Geleitschutzaufgaben wurden von den Kreuzern auch jeweils Tomahawk-Marschflugkörper gegen Landziele eingesetzt.